# 短似裸綿鳚
短似裸綿鳚，為輻鰭魚綱鱸形目绵鳚亞目绵鳚科的其中一種，分布於西北太平洋的日本及鄂霍次克海海域，屬底棲性魚類，棲息深度在水深70至783公尺，體長可達8.9公分，生活習性不明。

## 扩展阅读
維基物種上的相關：短似裸綿鳚